# Sarothroceras sordidus
Sarothroceras sordidus là một loài bướm đêm trong họ Noctuidae.